# José Antonio Barrenechea y Morales
José Antonio Fidel Barrenechea y Morales, (Lima, 24 de abril de 1829 - ib. 20 de febrero de 1889) fue un abogado, diplomático, profesor, catedrático universitario y jurista peruano. Durante varios años se desempeñó como oficial mayor de la Cancillería, de la que se encargó de forma accidental en dos ocasiones entre 1867 y 1868, durante el gobierno de Mariano Ignacio Prado. En el gobierno de José Balta fue ministro de Relaciones Exteriores (1868-1869) y ministro interino de Justicia e Instrucción (1868).

## Primeros tiempos
Fue hijo del coronel José Antonio Barrenechea Dorrego (militar argentino que arribo al Perú con la Expedición Libertadora de San Martín) y de Carmen Morales y García de la Plata.
Estudió en el Convictorio de San Carlos y se recibió de abogado en 1850. Dos años después, obtuvo su título de maestro.
Se casó en 1853 con Amalia de la Fuente y Subirat, con quien tuvo seis hijos. En 1868, después de la muerte de su esposa en 1862, se volvió a casar con Juana Raygada y Oyarzábal.  Sería abuelo de José Gálvez Barrenechea y Raúl Porras Barrenechea.
Fue nombrado juez de primera instancia de la provincia de Lima en 1854. También se dedicó a la enseñanza, como profesor de Derecho Civil renovado y de Oratoria y Práctica Forense en el Convictorio de San Carlos. Llegó a ser vicerrector (1856) y rector (1857-1858) de dicho centro de estudios.
En 1855 fue uno de los socios fundadores del Club Nacional en Lima y, años después, asumió como su 2º presidente durante los periodos 1860-1863.

## Carrera diplomática
Su destacada labor docente hizo que fuera incorporado al servicio de la Cancillería en 1858, como oficial mayor. Fue acreditado como secretario de la legación en Francia y llegó a ser encargado de negocios (1859). Pasó luego al consulado de Bélgica. En 1862 regresó al Perú y reasumió su cargo de oficial mayor en la Cancillería.
En 1864, ante la amenaza de un conflicto con España, el gobierno de Juan Antonio Pezet lo envió a Quito como encargado de negocios. Allí gestionó el apoyo de la  República del Ecuador y su asistencia al Congreso de Plenipotenciarios Americanos de Lima, en el marco de la política de defensa continental frente el intervencionismo europeo.
En 1865 viajó a España, como secretario de la misión diplomática encabezada por el contralmirante Domingo Valle Riestra, cuyo fin era negociar para evitar la guerra. Al constatar la hostilidad española, Barrenechea aconsejó a Valle Riestra que pusiera fin a la misión. Retornó a Lima para informar al gobierno, pero no se le prestó atención y terminó siendo destituido.
Tras el triunfo de la revolución nacionalista del coronel Mariano Ignacio Prado, fue nuevamente nombrado oficial mayor de la Cancillería, cuyo titular era Toribio Pacheco y Rivero. Fue entonces cuando el gobierno peruano declaró la guerra a España, conflicto que culminó con el triunfo del Perú y sus aliados.

## Ministro de Relaciones Exteriores (1867-1868)

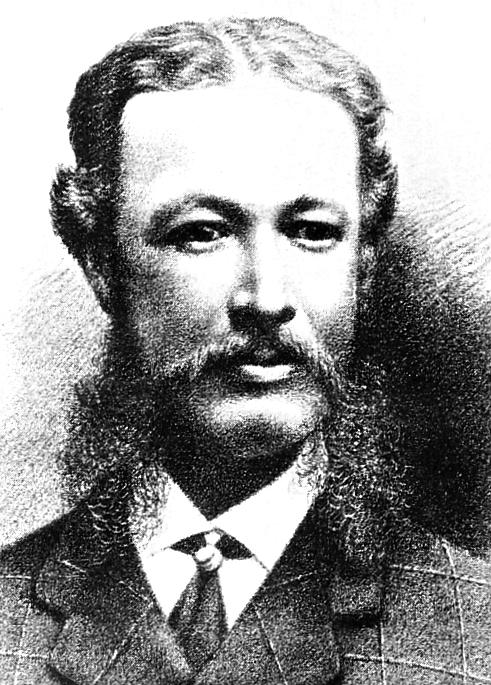
J.M. Barrenechea Morales, según grabado de Evaristo San Cristóval.

Accidentalmente, se encargó del ministerio de Relaciones Exteriores, de mayo a junio de 1867, formando parte del llamado Gabinete de los directores generales. El 9 de septiembre del mismo año, volvió a encargarse interinamente de la Cancillería. Renunció el 9 de octubre, siendo sucedido por el presidente del Consejo de Ministros, general Luis La Puerta. Cuando este, el día 11, se encargó de la presidencia interina de la República, debido a la ausencia del presidente Prado (que había viajado al sur para enfrentar una revolución), Barrenechea juró al día siguiente como ministro de Relaciones Exteriores, ya no interino, sino en propiedad. Se mantuvo en dicho cargo hasta el fin del gobierno (enero de 1868).
Durante su gestión en la Cancillería, le correspondió alzar la protesta peruana contra el tratado Muñoz-Netto, firmado entre Bolivia y Brasil el 27 de marzo de 1867, pues el mismo reconocía al Imperio del Brasil casi 45 000 kilómetros cuadrados de territorio que el Perú consideraba como suyo. Asimismo, suscribió tratados de amistad y comercio con Ecuador, Chile y Bolivia.

## Ministro de Relaciones Exteriores (1868-1869)
Al empezar el gobierno de José Balta y Montero, en agosto de 1868, volvió a ser nombrado ministro de Relaciones Exteriores. Ello ocurrió por intercesión de su cuñado Luis Benjamín Cisneros, que aconsejó al presidente Balta de valerse de la experiencia de Barrenechea en el ramo.
Suceso  memorable de esa época fue el decreto expedido por el presidente Balta el 13 de mayo de 1869, donde expresaba la simpatía del Perú hacia los patriotas cubanos que luchaban contra España por su independencia, y declaraba su amistad hacia ellos. Por otro decreto dado el 13 de agosto del mismo año, el Perú reconoció la independencia de Cuba y el gobierno republicano establecido en ella. Fue el primer país americano en adoptar tal posición, aunque Cuba no pudo por entonces consolidar su independencia.

## Ministro interino de Justicia e Instrucción (1869)
Interinamente, Barrenechea atendió el Ministerio de Justicia e Instrucción, por renuncia de su titular, Luciano Benjamín Cisneros. En tal calidad, ordenó que hubiera en cada provincia al menos una escuela, y que se enseñara en las aulas escolares el contenido de la Constitución.

## Ministro interino de Hacienda (1869)
También se encargó accidentalmente del Ministerio de Hacienda, por renuncia del ministro Francisco García Calderón. En tal calidad, fue invitado por la Cámara de Diputados, para que diera respuestas sobre un proyecto del Ejecutivo sobre la consolidación de la deuda interna. Algunos diputados consideraron sus respuestas como arrogantes (en una de ellas se refirió al Congreso como un campo de Agramante).

El señor Bernales: Yo desearía que el señor Ministro nos dijera qué es a su juicio más adaptable a las circunstancias del tesoro, si el proyecto de su antecesor o los dictámenes que se han leído en la Comisión de Hacienda
El señor Ministro: Me parece que yo no debo hacer esa declaración. Presentado el proyecto por mi antecesor, se han emitido varios dictámenes: a la cámara le toca escoger uno de ellos. Se me llama a mí aquí para que venga a resolver la cuestión, en este campo de Agramante: me guardaré muy bien de ello. Yo no vengo a impugnar las opiniones de mi antecesor. La última palabra debe salir de la Cámara, porque a ella le toca resolverlo. Por lo demás agradezco que se me haya propiciado la ocasión de encontrarme en el seno de los representantes.[cita requerida]

La Cámara de Diputados lo consideró como una falta de respeto a la representación nacional y votó por su censura (2 de enero de 1869). Barrenechea presentó su renuncia, pero Balta no la aceptó, pues consideró que la censura debía ser votada por todo el Congreso, y no solo por una de sus cámaras. Tres días después, ante la sorpresa de la ciudadanía, Nicolás de Piérola juraba como nuevo ministro de Hacienda.

## Últimos tiempos
Barrenechea renunció a la cancillería el 22 de octubre de 1869 y se apartó de la política.
En 1869 fue elegido decano del Colegio de Abogados de Lima, cargo que ejerció hasta 1871. En febrero de 1871 pronunció un discurso en el que censuró que en el reglamento del Colegio, que databa de 1804, se prohibiera la admisión de los hijos adulterinos o fuera del matrimonio. Ello dio campo a una polémica periodística entre católicos y liberales.
En 1870 fue elegido decano de la Facultad de Jurisprudencia de la Universidad de San Marcos, sucediendo a Pedro Gálvez, que había sido el primer decano de la facultad (fundada en 1869). También se desempeñó como catedrático de Derecho Civil y de Legislación Civil Comparada (1872-1873). En el decanato se mantuvo hasta 1874.
Finalizada la Guerra del Pacífico e iniciado el proceso de la Reconstrucción Nacional, fue convocado para servir nuevamente en la Cancillería, a mérito de su experiencia y trayectoria. Volvió entonces a su antiguo cargo de oficial mayor (1884-1888).